# Bieriezina
Bieriezina (ros. Новое Задубенье) – wieś (dieriewnia) w Rosji, w obwodzie briańskim, w rejonie unieckim. W 2010 liczyła 476 mieszkańców.